# Hedehus-Teglværket
A/S Hedehus-Teglværket  var et dansk teglværk beliggende i Hedehusene mellem Roskilde og København, stiftet i 1896, og nedlagt i 1980. Det var den største industriarbejdsplads i Høje-Taastrup Kommune fra slutningen af Første Verdenskrig og frem til 1971. Sammen med Dansk Spændbeton beskæftigedes ca. 500 medarbejdere i starten af 1970erne. 

## Historie
Frem til Første Verdenskrig

Teglværket blev stiftet som aktieselskab i 1896 af firmaet F.L. Smidth & Co. Den egentlige start markeres ved opførelsen af det første teglværkanlæg (anlæg I) i 1897. Det blev anlagt på sydsiden af jernbanen umiddelbart overfor Hedehusene Station og havde en kapacitet på 3 mio. mursten pr. år. Dets første bestyrer (indtil 1903) var den senere borgmester i Aalborg, A.F. Olsen.
Årsagen til, at teglværket blev anlagt i netop Hedehusene var først og fremmest den lerholdige undergrund omkring byen. Det oprindelige lergrundlag viste sig mindre end antaget, hvorfor teglværkets forsyningsgrundlag i 1905 blev udvidet med købet af to gårde i landsbyen Marbjerg nordvest for Hedehusene. Året efter anlagdes en smalsporsbane til transport af leret ind til teglværket. Først i 1947 var leret brugt op og banen blev nedlagt. 

Det næste teglværkanlæg (anlæg II) kom til allerede i 1907. Med dets kapacitet på 8 mio. enheder, blev Hedehus-Teglværket et af datidens største teglværker i Danmark. Yderligere arealer blev købt op mellem Baldersbrønde og Kallerup. Også hertil anlagdes smalsporsjernbane.

I forbindelse med grusgravningen i Kallerup opdagede man, at der var rå kalksten i forekomsterne. For at genbruge mest muligt, byggede man en kalkovn i 1909. Allerede i 1914 fulgte en egentlig kalksandstensfabrik med en kapacitet på 5-6 mio. sten om året. Det blev starten på en betydelig produktion af kalksandsten de næste 65 år.

Mellemkrigsårene

I årene mellem Første og Anden Verdenskrig gennemgik Hedehus-Teglværket en betydelig udvikling. I 1923 blev kalkovn II opført. I 1930 fulgte kalkovn III og et mølleri til formaling af brændt kalk samt et anlæg til fremstilling af blødpressede mursten lavet af knust granit og flintesten kom til samme år. Her var den årlige kapacitet ca. 3 mio. sten.

For at sikre forsyningen til teglværket blev lergravningen udvidet i løbet af perioden. Således blev udgravningen i 1923 udvidet til også at omfatte Charlottegårdens og Reerslevs marker, og i 1932 fulgte arealer mellem Reerslev og Vindinge. Til begge områder blev der også anlagt samlsporsjernbaner. Disse udgjorde sammen med smalsporsbanerne til Kallerup og Baldersbrønde et meget væsentlig grundlag for forsyningen af ler til teglværket i mellemkrigsårene. 

Ved udbruddet af Anden Verdenskrig var teglværket blevet en anseelig virksomhed og arbejdsgiver med 140 medarbejdere og 8 funktionærer ansat. Den samlede kapacitet på værket havde nået 15 mio. enheder, fordelt på røde og gule mursten, blødpressede facadesten, bagmursten, drænrør og tagsten. Derudover blev der fremstillet ca. 8 mio. kalksandsten og ca. 10.000 tons brændt kalk. 

Produktionen blev opretholdt under hele Anden Verdenskrig, men med stadig større udfordringer med at skaffe først og fremmest brændsel og olie til ovnene. Ved krigens afslutning var samtlige anlæg stærkt nedslidte kulminerende med den total nedbrænding af anlæg II i 1945. 

Efter Anden Verdenskrig

De første år efter krigen var præget af behovet for genopbygning. Allerede i 1947 blev det nedbrændte anlæg II nyopført – nu med en kapacitet på 12 mio. sten. Herefter fulgte en periode med vækst og udvidelse. I 1954 blev anlæg III indviet hvormed kapacitet igen kom op på 15 mio. mursten. I 1958 er der ca. 250 medarbejdere ansat på teglværket.

1960'erne udgør det årti, hvor teglværket ekspanderede mest markant. I 1961 blev en hel ny kalksandstensfabrik taget i brug og allerede i 1963 og igen i 1965 blev den udvidet, således at kapaciteten nåede 50 mio. kalksandsten. I 1965 stiftedes I/S Hedehusene Kalk Industri sammen med H+H Industri A/S. I 1967 investerer det i en ny skaktovn som placeres i Nymølle Grusgrav. Med en kapacitet på 120 tons i døgnet kunne den producere dobbelt så meget som teglværkets tre gamle kalkovne, der da også nedlægges. Samme år blev et helt nyt teglværk i Bjæverskov taget i brug til at supplere produktionen i Hedehusene.

Oliekrise og lukning

Hedehus-Teglværket var ved indgangen til 1970'erne en betydelig leverandør af byggematerialer med en produktionskapacitet på ca. 15 mio. mursten og 70 mio. kalksandsten. Sammen med A/S Dansk Spændbeton (se nedenstående afsnit) udgjorde teglværket det støres industriarbejdsplads i Høje-Taastrup Kommune med ca. 500 medarbejdere. 

Oliekrisen i 1973 satte en brat stopper for udviklingen i byggeriet i Danmark, og dermed også for udviklingen på teglværket. I årene 1974-1978 blev der foretaget markante reduktioner i aktiviteterne på værket. I 1978 sælges I/S Hedehusene Kalk Industri til A/S Faxe Kalkbrud og produktionen på teglværket i Bjæverskov stilles i bero. Samme år omsatte virksomheden for ca. 30 mio. kr. og der var beskæftiget 190 medarbejdere. Arbejdet med at tilpasse virksomheden til den markante nedgang i byggeriet lykkes ikke. Teglværket lukker i 1980 og med det afsluttes mere end 80 års tegl- og murstensproduktion i Hedehusene. 

Den endelige markering af teglværkets lukning er nedrivningen af produktionsanlæg samt direktør- og administrationsbygning i 1982. I 1985 blev det areal, som tegl- og kalkstensproduktionen oprindeligt havde optaget, solgt til til Danbyg A/S. I perioden 1988-90 byggemodnes de i alt 130.000 m2. Der blev anlagt et nyt godsspor ind til området i 1991 og der ny lagerhaller og lignende erhvervsbyggeri blev opført i årene efter. 

Spændbeton

Udover tegl-, mur- og kalksandsten blev der igennem en årrække også fremstillet spændbeton på teglværkets arealer i Hedehusene. I perioden fra 1947 til 1966 i regi af A/S Hedehus-Teglværket, og fra 1966 formaliseret med stiftelsen af A/S Dansk Spændbeton med A/S Hedehus-Teglværket og A/S Skandinavisk Spændbeton som aktionærer. 

Den første fabrik bliver indviet i 1947. Den fremstillede stålteglplanker til etageadskillelser. I årene 1950-55 opførtes tre udendørs spændbænke på 70 meter og i 1959 fulgte en fjerde bænk på 120 meter. I 1964 blev den udendørs spændebænk på 150 meter overdækket og i 1965 fulgte et automatisk blandeanlæg. I 1966 blev spændbetonproduktionen udskilt i et separat selskab. Teglværket solgte og dels udlejede herefter de arealer som betonelementproduktionen fandt sted på.

Op igennem 1970erne og 80erne blev produktionskapacitet udvidet i flere omgange. Blandt andet ved at der i 1978 blev indviet endnu et automatisk blandeanlæg. I 1991 blev navnet ændret til Spæncom.  
F.L.Smidt A/S salg sin aktiepost i Spæncom i 2005 udgør en markant milepæl i virksomhedens historie idet dette medfører, at grunden hvorpå fabrikken ligger sælges i 2006. Produktionen ophører endeligt i 2008 og hovedparten af elemetproduktionen overføres til en nyopført fabrik ved Korsør.  Tilknytningen til Hedehusene bibeholdes dog idet selve administrationen og ledelsen fortsat er placeret i byen. 

Selve fabriksanlægget stod efter flytningen til Korsør tomt i en periode men blev nedrevet i 2009. Dermed afsluttes 112 års industrihistorie i Hedehusene. Eneste tilbageværende minde er et par frugttræer fra haven i den gamle direktørbolig.   
Hele det område som først teglværket og kalksandstensfabrikken og senere Spæncom lå på, er ved at blive udviklet til et sammenhængende byområde kaldet NærHeden. Udviklingen varetages af byudviklingsselskabet NærHed, som er ejet af Høje-Taastrup Kommune og Realdania By & Byg (se www.naerheden.dk)  
Selve udviklingen af teglværket og den industri der fulgte er beskrevet "Arkitektonisk kortlægning af Hedehusenes industrikulturarv", som er udarbejdet af Dansk Bygningsarv i 2013 (se: www.mbbl.dk/publikationer)

To centrale familier
Teglværkets historie er i høj grad blevet påvirket af to familier: Foss og Hartmann.

Familien Foss: Den ene af de tre familier bag F. L. Smidth & Co, familien Foss, spillede en væsentlig rolle i teglværkets historie idet familien fra teglværkets start i 1896 og frem til 1967 havde betydelig indflydelse på dets udvikling. Fra 1896 og frem til sin død i 1925 var Alexander Foss bestyrelsesformand. Hans ældste søn, Hofjægermester Torben Foss var formand fra 1941 til sin tidlige død i 1952 og dennes bror, Einar Foss, bestred posten fra 1952 til 1967.

Familien Hartmann:  Familien har indtaget en helt særlig rolle i udviklingen og driften af teglværket. Først Ernst Hartmann og dernæst hans søn, Peter Hartmann, var direktører for værket fra 1902 og frem til 1979. Peter Hartmann var endvidere en helt afgørende aktør i etableringen af A/S Dansk Spændbeton, idet han indgik aftale med Janni Ipsen om at påbegynde produktion af ståltegl og strengbetonelementer i 1947 på teglværkets arealer. 

Familien Hartmann har endvidere været væsentlige bidrageydere til etableringen af børnehaven "Barnets Hus" (1944) og Ansgarkirken (1921) i Hedehusene samt "Hartmannsgave" i Karlslunde Strand ved Køge Bugt, som familien testamenterede til Høje Taastrup Kommune i 1944. Hensigten var dengang at sikre adgang til stranden for teglværkets medarbejdere og kommunens borgere. Grunden drives fortsat som campingplads af Høje Taastrup Kommune.